# Brevicella
Brevicella là một chi bướm đêm thuộc họ Crambidae.